# Skurups köping
Denna artikel handlar om den tidigare kommunen Skurups köping. För orten se Skurup, för dagens kommun, se Skurups kommun.
Skurups köping var en tidigare kommun i Malmöhus län. 

## Administrativ historik
Skurups köping bildades 1914 genom en utbrytning ur Skurups landskommun där Skurups municipalsamhälle inrättats 1 juni 1895. Köpingen inkorporerade 1949 Skurups landskommun och 1952 Hassle-Bösarps landskommun. 1971 ombildades köpingen till Skurups kommun.
Köpingen hörde till Skurups församling. 

## Heraldiskt vapen
Köpingen hade aldrig något vapen.

## Geografi
Skurups köping omfattade den 1 januari 1952 en areal av 37,60 km², varav 36,97 km² land.

### Tätorter i köpingen 1960
I Skurups köping fanns tätorten Skurup, som hade 3 330 invånare den 1 november 1960. Tätortsgraden i köpingen var då 71,3 procent.

## Politik

### Mandatfördelning i valen 1938-1966
| 7 | 2 | 1 | 2 | 8 |

| 19 |

| 9 | 11 |

| 17 | 3 |

| 8 | 2 | 2 | 2 | 6 |

| 20 |

| 13 | 5 | 4 | 3 |

| 25 |

| 12 | 13 |

| 25 |

| 11 | 14 |

| 25 |

| 12 | 6 | 3 | 4 |

| 24 |

| 12 | 7 | 3 | 3 |

| 22 |